# 555 (телефонный номер)
555 — телефонный префикс (первые три цифры номера) в Североамериканском плане нумерации. В Северной Америке вымышленные телефонные номера с префиксом 555 широко используются согласно сюжету в телесериалах, фильмах, компьютерных играх и других художественных произведениях.
Не все номера, которые начинаются с 555, являются вымышленными. Например, 555-1212 —  один из стандартных номеров для справочной службы на всей территории Соединённых Штатов и Канады. В действительности, только диапазон от 555-0100 до 555-0199 специально отведён для вымышленного использования, остальные номера были освобождены для реального применения. Как часто номер 555-2368 (один из наиболее часто используемых вымышленных номеров)  будет пересекаться с реальными номерами AT&T и других телефонных компаний, остаётся неизвестным.
Помимо этого, в художественных произведениях часто используют номера 555-1000, 555-3298, а также 555-LOVE и 555-HAIR.
Код города 555 в североамериканском плане нумерации зарезервирован для каталога справочных служб.
По всей Северной Америке при звонке на 1-ХХХ-555-1212 будет соединение со справочной для города с кодом ХХХ, а номер 1-800-555-1111 подключает к оператору Bell Canada.
Число 555 имеет особое значение только в Северной Америке, за её пределами это самый обычный номерной диапазон. Иногда из-за того, что в художественном произведении используется чей-то реальный номер телефона, возникают недоразумения.